# هيرب هاتسون
هيرب هاتسون (بالإنجليزية: Herb Hutson)‏ هو لاعب كرة قاعدة أمريكي، ولد في 17 يوليو 1949 في سافانا في الولايات المتحدة.

## وصلات خارجية
- هيرب هاتسون على موقعبيزبول رفرنس.كوم (الدوري الرئيسي) (الإنجليزية)
- هيرب هاتسون على موقعبيزبول رفرنس.كوم (الدوري الثانوي) (الإنجليزية)